# 미국 인디언 전쟁
미국 인디언 전쟁(영어: American Indian wars, American Frontier Wars, Indian Wars)은 1609년에서 1924년 사이에, 미국 백인 정착민(white man)과 미국 원주민인 아메리칸 인디언 사이의 전쟁을 총칭하는 말이다. 초기부터 아메리칸 인디언과 이주민의 다툼은 계속되고 있었지만, 이민자의 증가와 함께 열강의 식민지 전쟁과 물리면서 대규모화되어 갔으며, 북미 식민지 전쟁으로 이어졌다.

## 개요
원래 백인과 아메리칸 인디언과의 전쟁은 크리스토퍼 콜럼버스의 상륙부터 시작된다. 콜럼버스는 중부아메리카의 아메리칸 인디언 지파들을 함대를 이끌고 몇 년 동안 학살했으며, 그 인구를 격감시켰다. 아메리칸 인디언들을 황금 채집을 위해 노예로 만들었으며, 생활권을 뺏긴 인디언들은 기아와 역병에 시달리며 그 인구가 더 줄어들었다. 백인이 가져온 재앙이 중부아메리카의 아메리칸 인디언을 줄인 것은 아니다. 콜럼버스에 의한 대량 학살이 전염병에 의한 인디언 격감을 초래한 것이다.
"미국" 성립 이전 동해안에서 조지 워싱턴은 아메리칸 인디언 민족 말살 정책을 추진했다. 워싱턴의 방법은 초토화 작전이었다. 워싱턴의 군대는 이로쿼이 연방과 뉴잉글랜드 전역의 아메리칸 인디언을 “근절하라”는 워싱턴의 명령을 받고 있었다.
‘미국 독립 전쟁’ 이후 “넓고 싼 땅"을 요구하던 백인 정착민이 서진하게 되면서 그곳에 사는 인디언은 저항을 하였고, 이들을 근절시키려는 미국 정부와 인디언 박멸 전쟁이 벌어졌다. 인디언 영토에서 쫓겨나 연방 정부가 마련한 땅인 “유보지(Reservation)”에 들어갈 것을 강요하자 격렬한 저항을 하게 된다.
영국이 미국에 정착을 시작한 1610년대와 1620년대는 평온한 시기였지만, 피쿼트 전쟁이 일어난 1637년 무렵부터 정착민의 안전을 도모하기와 새로운 정착촌의 확대를 도모했고, 식민지 백인은 인디언 부족 간의 분쟁을 이용하여 대리전쟁을 실시하게 되었다. 이 전쟁은 17세기(필립왕 전쟁, 윌리엄왕 전쟁과 18세기 초 앤여왕 전쟁)에 운디드니 학살로 이어지며, 1890년에 미국의 변방이 ‘소멸’할 때까지 인디언의 땅을 백인 정착민의 위해 몰수하고 인디언을 정복하고 백인에 동화시키는 동시에, 인디언 유보지에 강제 이주시킨 결과로 나타났다.
이 전쟁에서 미국 측과 인디언 측이 입은 손실에 대해 다양한 통계를 제공해왔다. 가장 신뢰할 수 있는 숫자는 그레고리 미치노 등이 교전 기록을 엄격하게 일치한 것이며, 1850년에서 1890년 사이에만, 21,586명의 시민과 병사가 사망, 부상 또는 포로가 되었다. 다른 숫자로는 러셀 손튼 등의 다소 대범하지만, 관련성이 빈약한 정부 자료를 참고한 것으로 45,000명의 인디언과 19,000명의 백인이 살해되었다고 한다. 이 후자의 추정치 중에는 변경의 학살에 의해 비전투 민간인들이 종종 살해되었기 때문에, 모두 여성, 어린이 희생자도 포함되어 있다. 그 외에도 다양한 저자가 적게는 5,000명에서, 많게는 50만명이라는 숫자를 기록하고 있다. 여기서의 논의에 포함되지 않은 것은 쌍방의 잔학함이다. 인디언은 그 잔인한 전투방식으로, 미국은 파괴적인 작전 실행으로 드러난 잔학성은 매년 신문, 기록보관소, 외교기록 및 미국 독립 선언(... 영국인 변경 거주자, 싸우는 방법을 알고 있는 잔인한 인디언, 연령, 성별 및 상태에 관계없이 판단력 없는 파괴를 장려했다.)에서 지적되어 왔다.
인디언과의 전쟁은 작은 전쟁의 연속이었다. 인디언은 각각의 역사를 가진 다양한 집단이었다. 전쟁 동안 인디언에게 ‘백인’처럼 일사불란하게 동원할 수 있는 체계화된 단일 집단은 없었다. 다양한 방식으로 건설된 사회에서 살고, 지역적 수준에서 전쟁과 평화의 결단을 내렸다. 그러나 이로쿼이 연방과 수족과 샤이엔 족, 아라파호족의 세 부족 동맹과 또한 테쿰세 같은 합의에 의한 임시 동맹을 공식적으로 맺고 공동투쟁한 일면은 엿볼 수 있다.
인디언 전쟁은 크게 다음의 네 개의 시대로 구분할 수 있다.
- 첫 번째 시대는 백인이 미국에 들어와 조심스럽게 인디언과의 공존을 모색한 시대이다.
- 두 번째 시대는 미국이 탄생한 연속적인 기간이고, 인디언의 격렬한 저항이 있었지만 백인의 문화에 동화되지 못한 인디언이 근절되고, 미시시피 강 동쪽으로는 거의 인디언 거주지가 없어진 시대이다.
- 세 번째 시대는 미시시피 강 서쪽에 백인의 식민지가 개척되면서, 미국의 국력이 충실해지고 미국 서부의 인디언이 굴복당한 시대이다.
- 네 번째는 20세기에 들어 와 인디언 조약이 미국 측에서 파기되어 부족 자체가 소멸되기 시작한 시대이다.

크레이지 호스 등이 참가한 인디언 연합군이 커스터 중령의 제7기병대를 격퇴하여 전멸시킨 전과도 거두었지만, 제로니모의 항복과 ‘운디드니 학살’ 이후 인디언의 군사적 반란은 없어지다 시피 했다. 대신 20세기에 와서 ‘레드 파워 운동’으로 대표되는, 권리 회복 요구 운동이 현대의 인디언 전쟁이 되었다. 황금 대신 우라늄과 석탄, 물 등 유보지의 지하자원이 수탈 대상이 되었다. 현대의 “인디언 전쟁”은 지하자원의 수탈과 환경오염, 그리고 ‘서부 영화’나 ‘ 인디언 마스코트’ 문제로 상징되는 미디어와 스포츠에서 왜곡된 민족 이미지, 연판화가 큰 테마가 되고 있다.

## 원인
1492년 10월 1일 크리스토퍼 콜럼버스가 신대륙에 상륙한 후 백인들은 인디언 부족이 아프리카 부족 사회와 같은 ‘추장이 지배하는 수장제 부족 사회’라고 착각했다. 실제로 인디언 사회는 합의제 민주주의 사회이며, ‘왕’이나 ‘수장’ 같은 개인 권력자는 존재하지 않았다. ‘위대한 신비’ 아래 사람과 동물조차 명확하게 구분되지 않았고, 모두가 평등하게 공유하는 것이 인디언 사회이며, 하물며 땅은 어느 개인의 소유가 아니었다. 단, 사회 발달 단계가 씨족 사회나 부족 사회 단계에서 멈춘 것은 북미 원주민에 한정된 얘기로 중부아메리카나 남아메리카의 경우 아스테카 제국이나 잉카 제국처럼 문자 체계, 화폐 제도, 계급 제도, 전국에 걸친 통신 및 행정 체계, 전시 10만명의 병력을 동원하는게 가능한 국가 체계가 성립되어 있었다.

### 토지에 관한 오해
유럽에서 이주한 백인들은 식민화 과정을 계속하면서, 먼저 인디언에서 영토를 ‘구매’하려고 물물교환을 시도했다. 그러나 그것은 인디언 공동체에서 보면 ‘백인이 선물을 하고 여기에 살게 해 달라’는 청탁의 의미였을 뿐이다. 백인은 “여기에서 나가 달라”는 의미의 행동이었지만, 인디언은 이것을 이해하지 못했다. 그들에게 땅을 사고파는 문화 관습은 없었기 때문이다.
인디언은 평화 조약을 맺을 때, 평화의 ‘롱 하우스’, ‘티피’ 등으로 ‘회합의 불’을 둘러싸고 ‘거룩한 파이프’로 담배를 돌려 피우고, ‘커다란 신비’에 평화를 맹세했다. 모든 존재가 ‘커다른 신비’에 있다고 생각한 인디언에게 커다란 신비와 맹약은 깨서는 안되는 맹세였다. 백인들은 ‘땅을 샀다’고 생각했기 때문에 이 맹세를 지키지 않았고, 인디언을 몰아내기 위한 방법으로 무력에 의한 학살을 택했다. 그래서 ‘인디언 전쟁’은 일어날 수 밖에 없었다.

### 부족 제도에 관한 오해
‘인디언 전쟁’ 중 백인들은 ‘추장’을 ‘부족 대표’, ‘부족장’이라고 생각했다. 부족민들이 경애하는 ‘대전사’를 ‘대추장’이라고 믿어 버렸고, 또한 그들을 그렇게 불렀다. 백인은 ‘대전사’도 ‘추장’도 구분하지 못했다. 인디언 사회에서 ‘추장’(Chief)은 실제로는 ‘중재자’, ‘촉진제’ 또는 ‘봉사자’이며, ‘지도자’도 ‘부족장’도 아니었다. 인디언 사회에는 ‘지도자’도 ‘부족장’도 없었다. 개인이 권력을 가진 상명하복 체제가 아니었던 것이다.
그런데 백인들은 ‘인디언 전쟁’을 하면서, ‘추장’ 또는 ‘대전사’를 ‘부족장’이라고 믿고서 평화의 조정이나 협상의 책임자로 간주했다. 추장의 서명으로 X표를 쓰게하고 (인디언은 문자가 없었다) 이를 ‘부족 전체의 뜻’으로 해석한 것이다. 물론 이것은 완전한 오해였으며, 합의를 거치지 않은 부족의 총의는 있을 수 없었고, 인디언 전사들은 싸움을 멈추지 않았다.
또한 인디언 전사단을 백인은 ‘사령관이 지휘하고 이끄는 군단’이라고 착각했다. 그것은 전적으로 오해에서 비롯된 것이며, 인디언의 전투 참여는 개인의 의지였으며, 그들은 ‘군대’도 ‘병력’도 아니었고, 특정인이 이끌고 있는 집단도 아니었다. 백인은 종종 ‘인디언이 협정을 깨고 공격했다’고 했지만, 협정을 위반한 것은 백인 측이었다.
인디언 사회는 여러 갈래 집단으로 세분화되어 있어서, 각각 자치를 유지하고 자신의 판단으로 움직이고 있었다. 인디언 부족은 튼튼한 지배체제가 아니었기 때문에, 이들을 종합하여 따르게 하려는 백인들의 생각에는 무리가 있었다. 인디언 부족에서 최종적인 판단을 결정하는 것은 장로와 추장들의 큰 합의이다. 이것은 현재의 인디언 사회에서도 다르지 않다. 이렇게 ‘인디언 전쟁’에서 백인은 본래는 협상의 역할을 맡았던 ‘추장’을 ‘전쟁사령관’으로 오해하고 그들의 죽이는데 열중했고, 그들을 잡아 시체를 마음껏 능욕했다. 백인들은 인디언 문화를 착각한 채 인디언 학살을 반복한 것이다.

## 백인의 식민지 개척
1620년에 필그림 파더스가 미국 동해안의 플리머스 식민지에 도착했을 무렵에 인디언과 백인은 우호 관계에 있었다. 혹독한 겨울을 넘기기 위해 오히려 인디언의 도움으로 이주민이 정착 할 수 있었다. 그러나 모든 지역에서 인디언이 친절한 백인을 맞이한 것은 아니었고, 다양한 인디언 부족이 있었던 것처럼, 백인을 맞이한 인디언의 대응도 다양했으며, 16세기 전반 플로리다처럼 가부를 묻지도 못하고 쫓겨난 사례도 있었다. 17세기 전반 프랑스는 적대적 인디언 편을 들어 아직 화기가 없었던 인디언을 압도하도록 유도하였다.
인디언의 수렵 생활에 귀중한 도구가 된 총을 공급하는 한편 다양한 상품을 교역하고 선물을 보내주며 백인과 우호적인 관계를 유지했다. 그러나 총을 일찍 도입한 부족은 그렇지 못한 다른 부족을 압도할 수 있는 힘을 가지게 되었다. 17세기 전반의 이로쿼이 연방이 바로 이 전형적인 예이며, 미국 북동부의 매우 넓은 범위를 세력을 가질 수 있게 되었다.
제임스 타운과 영국인이 이름을 붙인 초기의 식민지에서 계약자 존 스미스는 굶주린 정착민의 식량 확보를 위해 각지의 인디언 마을을 습격하여 추장을 인질로 잡고 물품과 식량을 강탈했다. 스미스는 포우하탄 추장을 ‘포우하탄 족의 황제’라고 대영제국에 엉터리 보고를 하여 대 인디언 정책에 착오를 가져온 계기를 만들었다.
한편, 백인이 들여온 다양한 질병은 면역력이 없는 인디언 부족을 격감시켜, 그 힘을 없앴다. 멸종한 부족도 많고, 규모가 줄어든 부족 대부분이 다른 부족에 흡수되어 북동부의 판도는 백인과의 전쟁과 전염병으로 크게 바뀌게 되었다.

### 최초 항쟁
1610년대부터 다양한 이유로 정착민과 인디언 사이 많은 다툼이 일어났다. 최초의 충돌이 어떤 전투인지는 여러 설이 있지만, 제임스 타운 학살이 잘 알려져 있다.
1622년 3월 22일, 알곤킨의 포우하탄 족의 오페찬카노우가 버지니아 식민지를 공격하여 제임스타운에서 347명이 사망했다.

### 인디언과 백인의 항쟁 시작
인디언과 백인 사이에 대규모 항쟁으로 발전한 가장 초기의 것은 1637년의 피쿼트 전쟁을들 수 있다. 이 전쟁은 영국 교역상 한 무리가 몰살당하자 매사추세츠만 식민지와 플리머스 식민지의 백인이 피쿼트 족과 적대하고 있던 모히칸족을 이용하여 피퀴트족을 섬멸하였다. 정착 초기의 필그림 파더스는 인디언으로부터 토지를 구입하는 형태를 취하고 있었지만, 이때부터 청교도들이 대거 정착하면서 정착민이 마음대로 인디언의 땅에 들어가게 되었다.
1650년대 이로쿼이족이 뉴프랑스의 정착민을 습격했다. 이에 대해 프랑스가 군대를 조직하여 반격을 하여 일시적으로 정전 시기를 가졌지만, 이 적대 관계는 약 반세기가량 이어졌다. 이 전쟁은 ‘비버 전쟁’이라고 부른다. 이로쿼이족의 예처럼 일시적 적대관계가 일단 평화관계로 이어지면, 그 동맹 상대가 다른 백인과 전쟁을 할 경우 강력한 전력이 되었다.
17세기 중반부터 후반에 걸쳐, 뉴잉글랜드는 몇 번이나 전염병에 시달렸으며, 면역력이 없었던 인디언의 수가 크게 줄어들었다. 1670년대 뉴잉글랜드 남부의 인구는 백인 35,000명에, 인디언 15,000으로 크게 역전당했다. 1675년, 그때까지 백인에 대해 우호적인 태도를 취해왔던 왐파노아그 족의 메타 코멧 무리가 반기를 들었다. 백인은 메타 코멧을 ‘지도자’라고 착각하고 ‘필립 왕’이라고 했기 때문에, 이 전쟁을 ‘필립왕 전쟁’이라고 부른다. 웜파노아그족의 공격으로 포틀랜드 등의 정착촌은 파괴되었지만, 뉴잉글랜드가 다른 인디언 부족을 끌여들여 반격을 가하면서 왐파노아그족도 크게 패하여, 인구가 10분의 1 이하로 줄어들었다.
18세기에 들어, 지금까지 비교적 평온했던 캐롤라이나 식민지에서 인디언 반란이 이어졌다. 1711년에 시작된 ‘터스카로라 전쟁’과 그것이 끝난 후 이어서 4년 후인 1715년의 ‘야마시 전쟁’이 발발한다. 터스카로라 전쟁에서 패한 터스카로라족의 잔당은 북쪽으로 도망쳐 이로쿼이 연방에 합류했다. 마찬가지로 야마시 전쟁에서 패배한 크리크 족도 남쪽으로 도망가서 일부는 스페인령 플로리다에 들어갔고, 일부는 세미놀 족에 들어가 그 저항은 19세기 중반까지 계속되었다.

### 유럽 열강의 대립
1688년에 시작된 대동맹 전쟁 이후 유럽에서의 대립 구도가 그대로 북미에도 반영되어 주로 영국의 북미 식민지와 프랑스의 누벨 프랑스 사이에 항쟁이 반복되었다. 1689년 ‘윌리엄왕 전쟁’, 1702년 ‘앤여왕 전쟁’, 1744년 ‘조지왕 전쟁’ 및 1756년 ‘프렌치 인디언 전쟁’이 이어졌다. 이들을 총칭하여 ‘북미 식민지 전쟁’이라고도 부른다. 프랑스와 영국은 반드시 동맹을 맺은 인디언을 전쟁에 동원하여 싸웠다. 미국 식민지나 누벨 프랑스는 프랑스의 동맹 상대는 오대호 지역의 알곤킨 어족계 인디언 부족이었지만, 남부 프랑스령 루이지애나에서는 촉토 족이 동맹 상대였다. 이에 대해 영국은 프랑스가 동맹을 맺었던 적대 부족을 선택하여 북부에서는 이로쿼이족, 남부에서는 치카소족과 동맹을 맺었다. 미시시피강 통행이 얽힌 프랑스-촉토족 동맹군과 치카소 족의 싸움은 ‘치카소 전쟁’(1720-1760)으로 불렸다.
이 시기의 특징적인 것은 미국 동해안의 대부분 인디언이 없어진 것이다. 남아있던 인디언은 대부분 식민지 정착민의 생활 습관을 받아들이고 사회적, 종교적으로 동화된 인디언이었으며, 정부의 인디언 부서에 소속되어 업무를 대행하거나, 일부에서는 혼혈도 진행되고 농장을 소유하는 사람조차 나타났다. 식민지 사회에 동화될 수 없었던 인디언은 내륙으로 물러갔고, 식민지와 교역을 계속하면서 평화를 유지하거나, 이주민에 적대적인 행동을 하다가 식민지 백인에게 반격을 당해, 또 내륙으로 물러나는 악순환을 반복했다.
이 전쟁의 결과, 최종적으로 〈1763년 파리 조약〉을 맺고 프랑스가 북미에서 식민지를 포기하게 되면서 정세가 단번에 바뀌었다. 캐나다에서 멕시코까지 광대한 식민지를 지배하게 된 영국과 지금까지 프랑스와 스페인과 우호적인 관계를 쌓아온 인디언 부족 사이에 대립이 시작되었다.

### 영국 대 인디언
1763년 영국이 프랑스령 미국을 획득하면서 ‘1763년 선언’을 발표하여, 애팔래치아산맥 서쪽의 백인 정착을 금지시켰다. 이것은 백인 정착민과 인디언의 충돌이 두려워 내놓은 조치였다. 그러나 지금까지 프랑스와 동맹을 맺었던 인디언 부족이 폰티액 추장의 요청에 따라 동맹을 맺고 ‘폰티액 전쟁’이라는 반란을 일으켰다. 이 전쟁에 참가한 것은 오대호, 오하이오 영토, 일리노이 영토와 광범위한 지역에 걸쳐 살던 많은 부족이었다. 이 전쟁은 지금까지 개별적으로 움직였던 부족이, 여러 인디언 부족들과 연합을 결성하고, 공동으로 대처한 가능성을 실현한 하나의 사건이었다.
〈1763년 선언〉은 실질적으로는 ‘폰티액 전쟁’ 발발 후 발령되었으며, 전쟁을 종료시키기 위한 조약에 협상 재료로 사용되었다. 그러나 식민지 백인의 서부 영토 정착을 억제하지 못했기 때문에, 인디언과의 새로운 항쟁의 불씨가 되었으며, 식민지 백인의 불만도 커져서 ‘미국 독립 전쟁’의 한 원인이 되기도 했다. 그런 가운데 1773년 ‘던모어 전쟁’이 일어났다. 오하이오 강 남쪽까지 침입해온 이주민을 쇼니족과 밍고족 인디언이 습격하였으며, 버지니아 주지사 던모어가 군대를 보내 진정시켰지만, 이 싸움을 경계로 영국 대 인디언이라는 갈등 구도는 미국 식민지 개척민 대 인디언의 구도로 바뀌었다.

## 미시시피 강 동쪽(1775년 -1842년)
이 기간의 전쟁은 새로 건국된 미국에 대한 인디언의 공격에 의한 것이며, 멕시코-미국 전쟁 직전까지를 하나로 구분하고 있다.

### 미국 독립 전쟁
미국 독립 전쟁은 기본적으로 두 개의 평행한 전선이 있었다. 하나는 동부의 영국 지배에 대한 것이며, 다른 하나는 서부의 인디언 전쟁이었다. 신생국가인 미국은 미시시피강 동쪽에 있는 영국과 동맹을 맺은 인디언과 싸우게 되었다. 영국 정부는 서부로 정착지를 확장하려는 식민지와 인디언 사이에 평화를 유지하는 정책을 채택했기 때문에 독립 전쟁의 한 원인이 되기도 했다. 영국 편에 섰던 인디언은 자신들의 영토로 침범하는 이주민들을 영국 정부가 막아줄 것을 기대하고 있었다. 독립 전쟁의 서부 전선은 미국의 역사에서 ‘가장 광범위하고 파괴적인’ 인디언 전쟁이 되었다.
일부 인디언 사회에서는 이 전쟁에서 어느 편을 들어야 하는 지에 대해 의견이 엇갈렸다. 뉴욕과 펜실바니아에 기반을 둔 이로쿼이 연방은 독립 전쟁에서 내란 상태가 되었다. 여섯 개의 네이션으로 분열되어 오네이다족과 투스카로라족은 반군 편을 들었고, 모호크족과 세네카족, 카유가족, 그리고 오논다가족은 영국 편을 들어 싸웠다. 비록 이로쿼이 족이 서로에 대한 직접적인 충돌은 피했지만, 독립 전쟁을 이로쿼이족의 내전이 될 수 밖에 없었다. 결국 양측 모두 새로운 정치적 분열로 인해 영토를 상실하게 되었다. 남동쪽에서는 체로키 족이 중립파 (또는 미합중국파)와 친영국파로 분열되었고, 미국파는 드래깅 카누가 이끄는 치카모가 족이었다. 다른 여러 부족 사회도 유사한 분열 상태에 빠졌다.
이 전쟁 기간에 개척민과 원주민 민간인들은 모두 상당한 고통을 겪었으며, 식량은 빈번한 원정대로 인해 파괴되었다. 이러한 원정대 중 가장 최대 규모는 1799년의 설리번 원정대로 40개 이상의 이로쿼이족 마을을 초토화시켰다.
1783년 영국이 미합중국과 〈파리 조약〉을 맺고 휴전을 하면서, 인디언들은 자신들에게는 아무것도 알리지 않고 광대한 인디언 영토를 미국에 할양했다는 사실을 알고 경악했다. 미합중국은 당초 영국 편을 든 인디언을 땅을 잃은 적으로, 피정복민으로 취급했다. 미합중국 연방 정부는 영토의 확장을 원했고, 이것을 인디언으로부터 토지를 매입하고, 전쟁을 통해 목적을 이루려 했다.

### 치카모가 전쟁
이러한 변경에서의 갈등은 끊이질 않았으며, 치카모가 전쟁은 ‘미국 독립 전쟁’에 휘말린 체로키족과 식민지 개척민 사이의 일련의 분쟁이며, 1794년까지 계속되었다. 치카모가 체로키족(이후 로워 체로키라고 불림)은 처음에는 오버힐 타운에서, 이후는 로워 타운, 밸리 타운, 미들 타운의 체로키 족이 가세해서 전쟁 지도자 드래깅 카누가 이끌었던 남쪽의 치카모가 지역 (테네시 채터누가), 그리고 이후에는 파이브 로워 마을에 살았던 자들을, 백인들이 ‘치카모가’라고 불렀다. 이후 이 마을에서는 크리크 족, 백인 왕당파, 도망친 흑인 노예와 치카소족도 합류했고, 이후에는 북쪽으로 이주했던, 그리고 교환에 참가를 했던 100여명 쇼니족, 그리고 다른 부족 70여명이 합류를 하게 되었다. 당초 공격 목표는 와토가, 홀스톤 및 놀리척키, 그리고 테네시 동부 카터 계곡의 정착촌으로, 1780년에는 내쉬보로 요새를 비롯한 컴벌랜드 강 정착촌과 켄터키, 또한 이후에는 버지니아, 노스캐롤라이나, 사우스 캐롤라이나 및 조지아까지도 확대되었다. 치카모가 연합 공격은 소규모일 때는 400에서 500명, 많을 때는 1,000명 이상이 동원될 때도 있었다. 드래깅 카누의 친밀한 동맹 알렉산더 맥길브레이가 이끄는 어퍼 무스코지족(크릭 족)은 종종 치카모가의 작전에 참가하거나 또한 단독적인 작전을 수행했다.
컴벌랜드 강 정착촌은 치카소족, 북방의 쇼니족과 델라웨어족의 공격을 받았다. 드래깅 카누와 그 후계자인 존 와츠의 작전은 빈번하게 북서부의 작전과 연계하여 수행되었다. 이에 대한 식민지 개척민들의 대응은 평화 지역의 체로키족 마을을 초토화시키는 것이었고, 양측 모두 큰 피해를 입게 되었다. 이 전쟁은 1794년 11월 《텔리코 블럭하우스 조약》으로 끝났다.

### 북서 인디언 전쟁

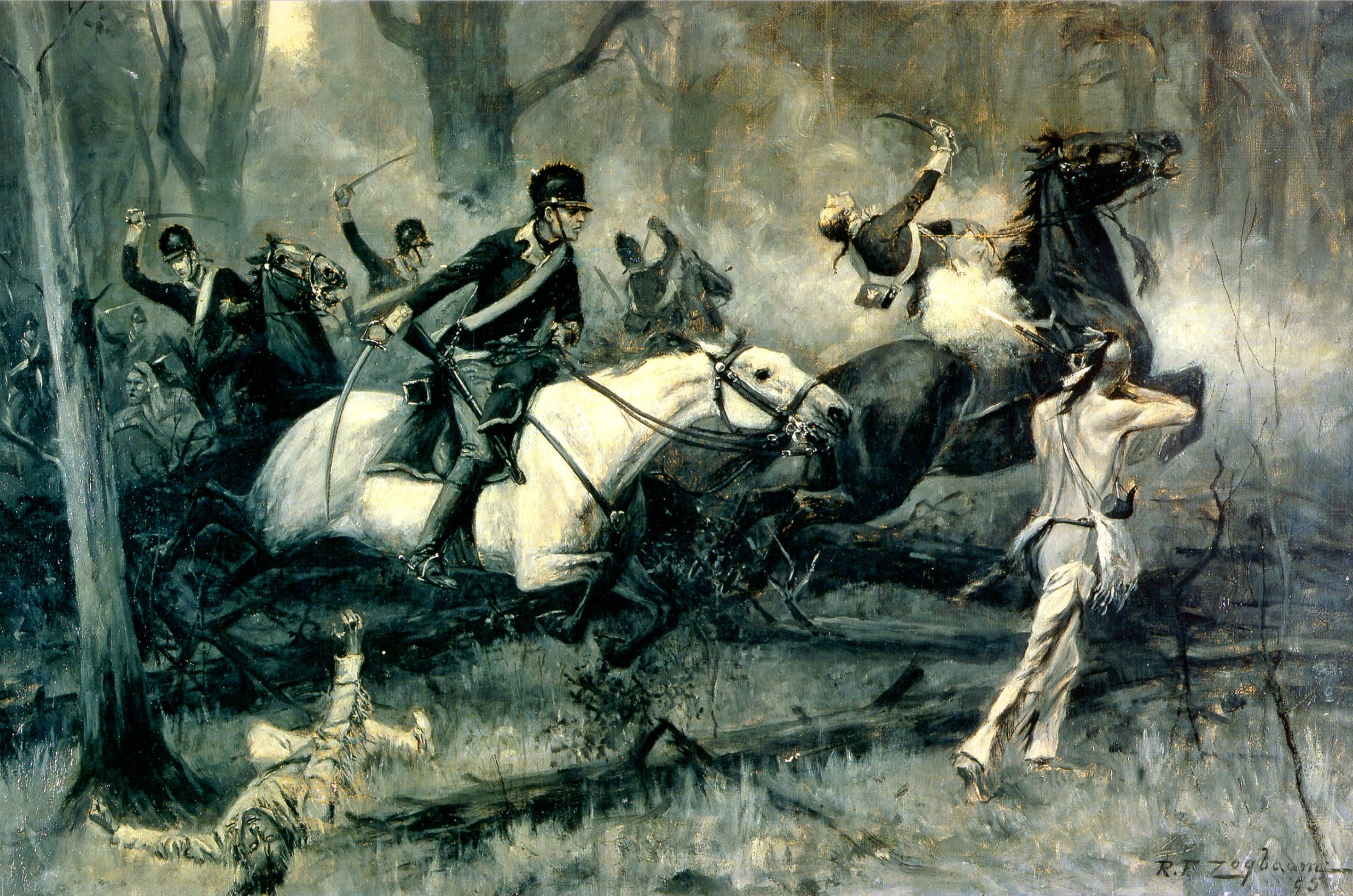
폴른 팀버스 전투, 1794년 8월 20일

1787년 북서부 조례에 따라 북서부 영토에는 공식적으로 조직된 백인 정착민들이 대거 이 지역에 유입되었다. 북서부의 인디언들은 이 ‘영토침범’에 대항하여 항전을 호소했지만, 조지 워싱턴은 군대를 파견해 진압하려했다. 그러나 북서 인디언 전쟁에서 쇼니족의 블루 재킷이나 마이애미족의 리틀 터틀, 레나페족의 버콩가헬라와 오타와족의 에구샤와 등이 참여한 범부족 동맹이 죠시아 하마 장군과 아서 세인트 클레어 장군이 이끄는 미합중국 군대를 분쇄시켰다. 세인트 클레어 장군의 패배는 미합중국이 인디언에게 당한 가장 치명적인 손실이었다. 미합중국 정부는 사태를 협상으로 수습하려 했지만, 블루 재킷과 쇼니족 인디언 동맹군은 미합중국이 받아들일 수 없는 경계선을 고집했기 때문에, 앤서니 웨인 장군이 이끄는 새로운 원정대가 파견되었다. 웨인 군은 1794년 ‘폴른 팀버스 전투’에서 인디언 동맹군을 물리쳤다. 인디언은 영국의 원조를 기대했지만, 미국과의 우호 관계를 중시한 영국은 이를 받아들일 수 없었고, 결국 인디언들은 1795년 〈그린빌 조약〉에 서명할 수 밖에 없었다. 이 조약으로 인디언은 오늘날의 오하이오 전체와 인디애나의 일부를 미국에 양도할 수 밖에 없었다.

### 테쿰세, 크리크 전쟁과 미영전쟁

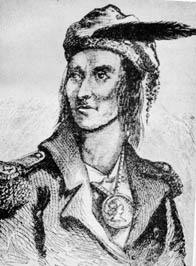
테쿰세

미합중국은 〈그린빌 조약〉 이후에도 연이어 인디언 토지의 권리를 빼앗아 갔다. 그래서 인디언 사회에서는 큰 위협이 되고 있었다. 1800년 인디애나 준주 주지사 윌리엄 해리슨이 취임하면서, 토머스 제퍼슨 대통령의 지시로 인디언의 토지 취득이 가속화되었다. 쇼니족의 테쿰세와 텐스콰타와 형제는 미합중국의 확장에 대한 항쟁을 호소했다. 테쿰세의 목적은 인디언들이 땅을 못팔도록 중지시키는 것이었다.
테쿰세가 남부에 가서 크리크족, 체로키족과 촉토족에게서 동맹자를 모집하는 동안, 해리슨은 인디언 동맹을 향해 진군하였고, 1811년 ‘티페카누 전투’에서 텐스카와타 무리들을 물리쳤다. 미국은 이 승리로 무력 저항이 수그러들기를 기대했지만, 테쿰세는 영국인들과 공개적으로 동맹을 맺고, 미합중국에 대한 전쟁을 시작했다. 이것은 곧 ‘1812년 전쟁’으로 확전되었다.
독립 전쟁 때처럼, ‘1812년 전쟁’은 서부 전선에서 대규모 인디언 전쟁이 되었다. 테쿰세에게 동조한 크리크족은 당초 크리크족의 내전에서 시작된 ‘크릭 전쟁’에서 미합중국의 팽창 정책에 맞서 격렬하게 저항하게 되었다. ‘1812년 전쟁’에서 영국과의 전쟁은 교착 양상을 보이고 있었지만, 미합중국은 서부 전선에 어느 정도의 성공을 거두었다. 테쿰세가 템즈 전투에서 해리슨 군에 의해 전사하면서 북서부의 저항은 끝났다. 미합중국에 반격한 크리크족도 패했다. 1818년 제1차 세미놀 전쟁은 어떤 의미에서 ‘크릭 전쟁’의 연장이었지만, 결국 1819년에 미합중국이 플로리다를 점령하게 되었다.

### 강제 이주의 시대

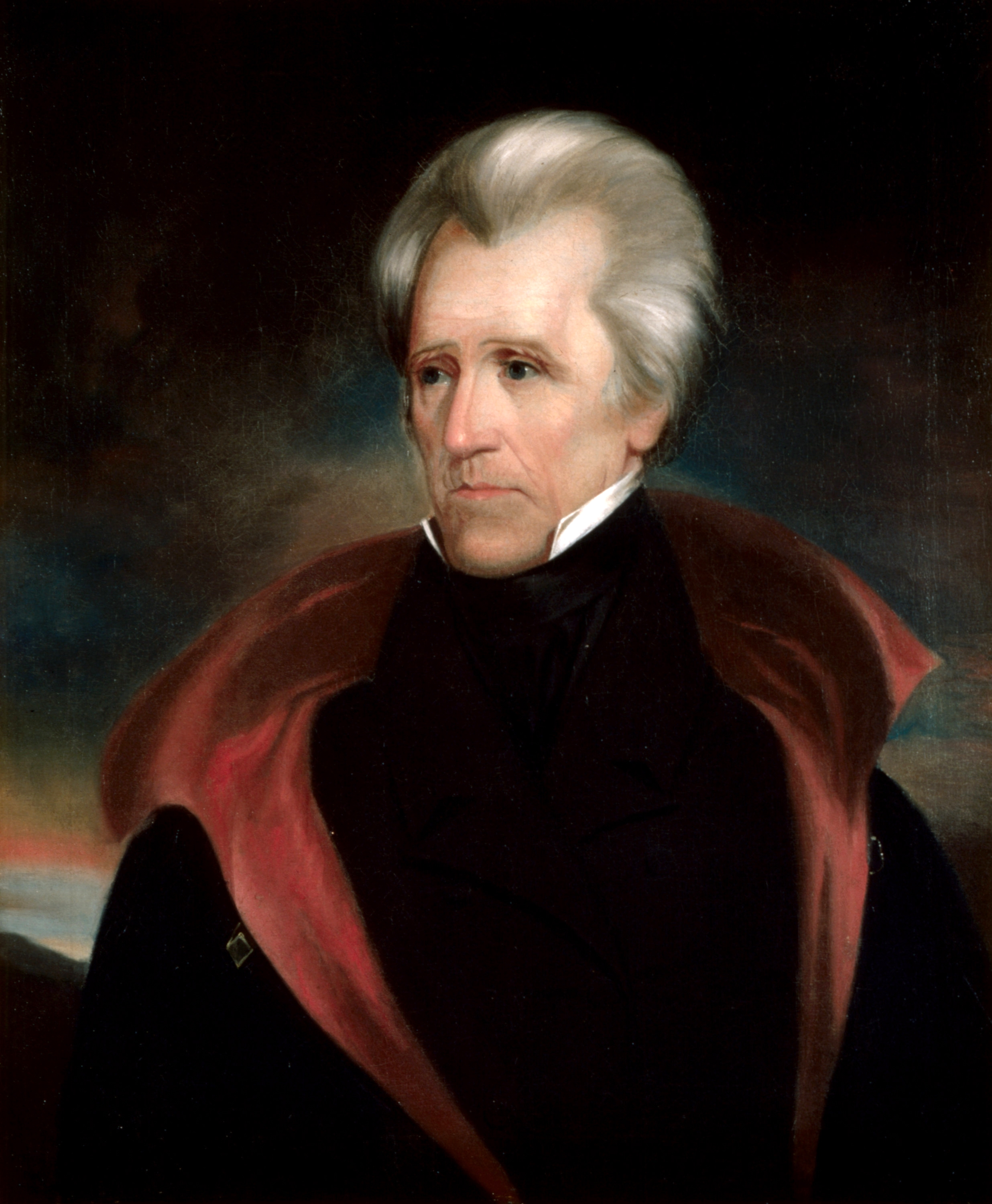
앤드류 잭슨은 “인디언은 없어져야 할 열등 민족이다.”라고 연설했고, 크릭 전쟁의 호스슈 벤드 전투에서 승리하고 인디언 강제이주의 추진자가 되었다.

이러한 일련의 전쟁의 결과 중 하나는 토머스 제퍼슨이 제창하고, 앤드류 잭슨 대통령이 1830년에 서명을 하여 효력을 발생시킨 〈인디언 이주법〉이었다. 인디언 이주법 자체는 인디언의 이주를 강제하는 것은 아니었지만, 루이지애나 매입으로 얻은 서부의 땅과 교환될 동부 인디언의 땅의 협상 권한을 대통령에 일임한 것이었다. 사학자 로버트 V. 레미니에 따르면, 잭슨은 영국과 스페인이 미합중국의 국경에서 인디언을 무장시켜 미합중국을 치게 하는 용병 투사로서 써먹지 못하도록 하는 국내 안보를 우선하는 정책을 촉진시켰다.
‘인디언 이주법’은 “인디언을 백인이 없는 서부 인디언 준주(현 오클라호마)에 강제 이주시키고, 연방 정부가 신탁 유보한(reserve) 유보지(Reservation)에 살게 하고, 그래서 백인 사회 체제를 구축하고, 백인 사회에 동화시키는 일종의 인종 청소 정책이다. 이것에 따르지 않으면 그 인디언 부족은 멸족된다”고 잭슨이 선언한 것이다.
이렇게 많은 인디언 이주 조약이 무력을 바탕으로 마련되었다. 인디언 대부분은 마지못해 하면서도 이주 조약의 내용에 따를 수 밖에 없었다. (눈물의 길). 그러나 이 조약의 집행에 저항하여 항전이 시작되었다. 이것이 1832년 ‘블랙 호크 전쟁’과 1836년 ‘크릭 전쟁’ 및 오랫동안 지속되면서 희생도 컸던 ‘제2차 세미놀 전쟁’(1835-1842)이었다.

### 알래스카
18세기 말에 알래스카까지 진출한 러시아 제국은 1802년에 시트카 섬 기지 트링깃을 인디언에게 빼앗겼다. 1804년, 바라노프 주지사가 지휘하는 러시아 군이 완강하게 저항하는 트링깃족을 ‘싯카 전투’에서 몰아내는데 성공했고, 러시아령 알래스카에 계속 정착을 했다. 이 전투는 백인과 알래스카 인디언의 마지막 전투로 언급되고 있다. 그 후에도 알래스카 인디언의 저항은 산발적으로 계속되었지만, 러시아는 알래스카의 식민지 경영으로 예상했던 성과를 거두지 못하자, 1867년에 미국에 알래스카를 팔게 된다.

## 미시시피 강 서부(1823년 -1890년)
동부뿐만 아니라 서부의 대평원과 산악지도 광산, 목장 경영자와 정착민의 미국 식민지의 확장으로, 인디언과의 분쟁이 증가했다. 그레이트 베이슨의 유테족 등 많은 부족들이 백인들과 분쟁을 겪었다.
대평원은 북부의 수족과 샤이엔족, 코만치족, 카이오와족으로 한 사냥 기마 민족, 또한 남서부 산악에서 약탈을 하던 아파치족이 그들의 영토 침범에 대해 가장 격렬한 저항을 했다. 수족과 코만치 등 평원의 부족은 말의 기동력을 이용한 고속 전투가 특기였다. 수족은 원래 오대호 지역에 정착 형 농업을 영위하다가 대평원으로 흘러들어왔다. 수족은 말 붙잡아 방법이나 타는 방법을 기억하여 서부로 이동했고, 그 유파의 의식으로 다른 인디언 부족이 압도하고 두려워하는 전사 집단이 되었다. 아파치 부족은 다른 부족을 습격해 그 경제력을 얻었기 때문에, 친척의 죽음의 보복하기 위해 싸움을 일으키고 있었다. 아파치족은 모두 싸우는 방법을 잘 알고 있었으며, 사막과 협곡의 주변 지형 환경을 이용하여 게릴라전을 펼쳤다.

### 대평원

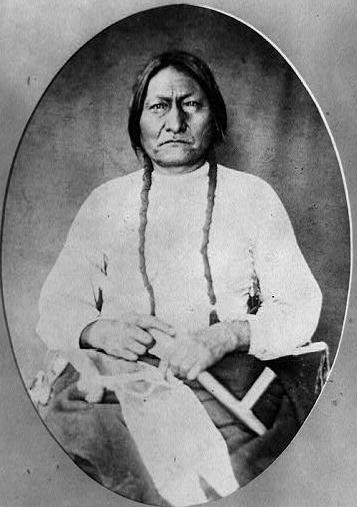
시팅 불

남북 전쟁 동안에도 백인과 인디언의 충돌은 계속되었다. 1862년 다코타 전쟁은 미국과 수족 사이에 발생한 최초의 대규모 충돌이었다. 원인은 미국 정부의 태만에 있었다. 수족(다코타족)은 당시, 좁은 유보지로 강제 이주당해 11년에 걸쳐 유보지 관리 사무소의 식량 배급이 밀려 굶주림이 일상적인 상태가 되어 있었다.
어느 날 사냥에서 돌아오는 4명의 전사들이 실랑이 끝에 백인 농장주 일가를 죽여 버렸고, 추장은 회의를 열어 살인자를 인도할지, 전면전을 벌일지 협의를 했다. 여기서 타오야데도우타(리틀 크로) 추장은 당초에는 전쟁을 반대했지만, 부족의 굶주림에 불만이 쌓여 있던 다른 전사들에게 압도되어 항전을 벌이기로 하고, 미네소타주 전역을 덮친 6주의 싸움을 시작하였다. 500명 이상의 미군 병사와 이주자가 죽었다. 그 외에도 작은 습격이나 포로가 된 후에 더 많은 사람이 죽었다고 믿고 있다.
이 봉기로 죽은 수족의 수는 문헌에 남아 있지 않지만, 전쟁 후에 303명의 수족이 살인과 강간으로 고소당해 미합중국 군사 법정에서 사형 선고를 받았다. 사형 판결 대부분은 감형되었지만, 1862년 12월 26일 에이브러햄 링컨의 지시에 따라 미네소타주 만카토에서 38명의 다코타 수족 전사들이 교수형에 처해졌다. 이는 미국 역사 중에서도 최대 규모의 동시 집행이었다. 기아에 빠진 소수 민족이 반란을 일으켜 국가에 의해 무력 진압된 이 사건은 ‘다코타 전쟁’으로 불리고 있다. 기본적으로 유보지 정책의 결함에 원인이 있는 이 사건을 링컨 대통령은 신경 쓰지 않았다. 미국의 무관심에 따라 인디언은 더욱 굶주리게 되었다. 또 링컨은 미네소타주에서 모든 수족을 내쫓겠다고 선언하고, 수우 말살 정책을 미네소타와 함께 진행했고, 미네소타에서 인디언들의 유보지를 해제하고 영토를 몰수했다.
1864년에는 샌드 크릭 학살이라고 불리는 악명 높은 인디언 학살 사건이 발생했다. 콜로라도주 남동부의 샤이엔족과 아라파호족의 티피가 있는 땅에 민병대가 습격을 하여 약 150명의 남녀노소를 죽이고, 남녀의 성기나 머리 가죽을 벗겼다. 샌드 크릭에 사는 원주민들은 연방 정부에 의해 영토 내에서 안전을 보장 받고 있었지만, 인디언에 반감을 가진 백인 이주자가 폭주했다. 샤이엔족은 티피에 백기를 내걸고 싸우지 않겠다는 의사를 나타냈지만, 무시당했다. 나중에 연방 의회 조사에서 인디언 학살자에 대해 단기간이지만 대중의 항의가 잇따랐다.

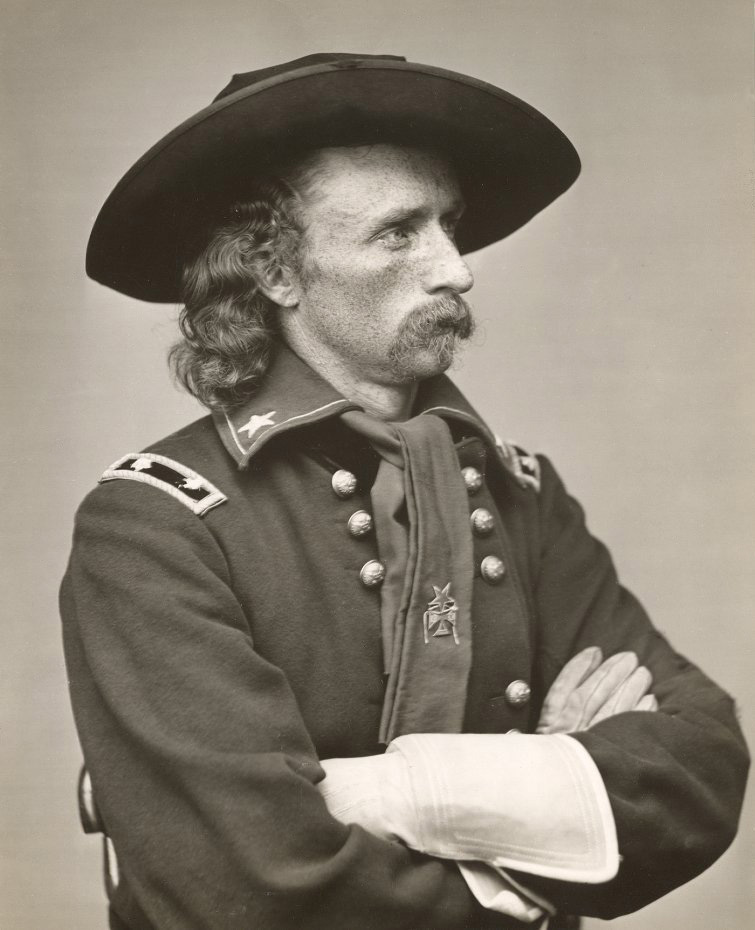
조지 암스트롱 커스터

1876년, 다코타 골드 러시가 블랙 힐스에 일어나자, 최후의 중요한 수족 전쟁이 일어났다. 블랙 힐스 일대는 ‘라라미 요새 조약’으로 수족의 불가침 영토였지만, 금이 발견된 후에는 완전히 무시되었고 백인은 마음대로 약탈을 했다. 미국 군대는 마침내 조약을 스스로 깨고 수족 소탕 작전에 나섰다. 몇 번의 사소한 교전 이후, 조지 커스터 장군은 수족, 샤이엔족, 아라파호족 총 1500명이 종교 의식을 위해 리틀빅혼 강변에 야영하고 있는 것을 발견했다. 커스터는 공을 세우기에 급급했고, 이들을 기습하여 리틀빅혼 전투가 되었다. 본대와 떨어져 행동하고 있었던 커스터 장군의 부대는 전술적 잇점에 수적으로도 웃돌았던 인디언에 섬멸되었다. 인디언 전사는 라코타족의 유명한 전사, 크레이지 호스도 참여하고 있었으며, 시팅 불(전투에는 참가하지 않음)은 승리의 예측에 의해 고무되어 있었다.
이후 1890년, 사우스 다코타 운디드 니의 노던 다코타 유보지에서 고스트 댄스 의식은 그들을 진압하려는 군대의 공격으로 연결되었다. 그러한 시도를 하던 12월 29일에 포격을 하여, 군인들은 대개 비무장이며, 남녀노소인 300명 이상의 인디언들을 학살한 ‘운디드니 학살 사건’이 발생하였다.

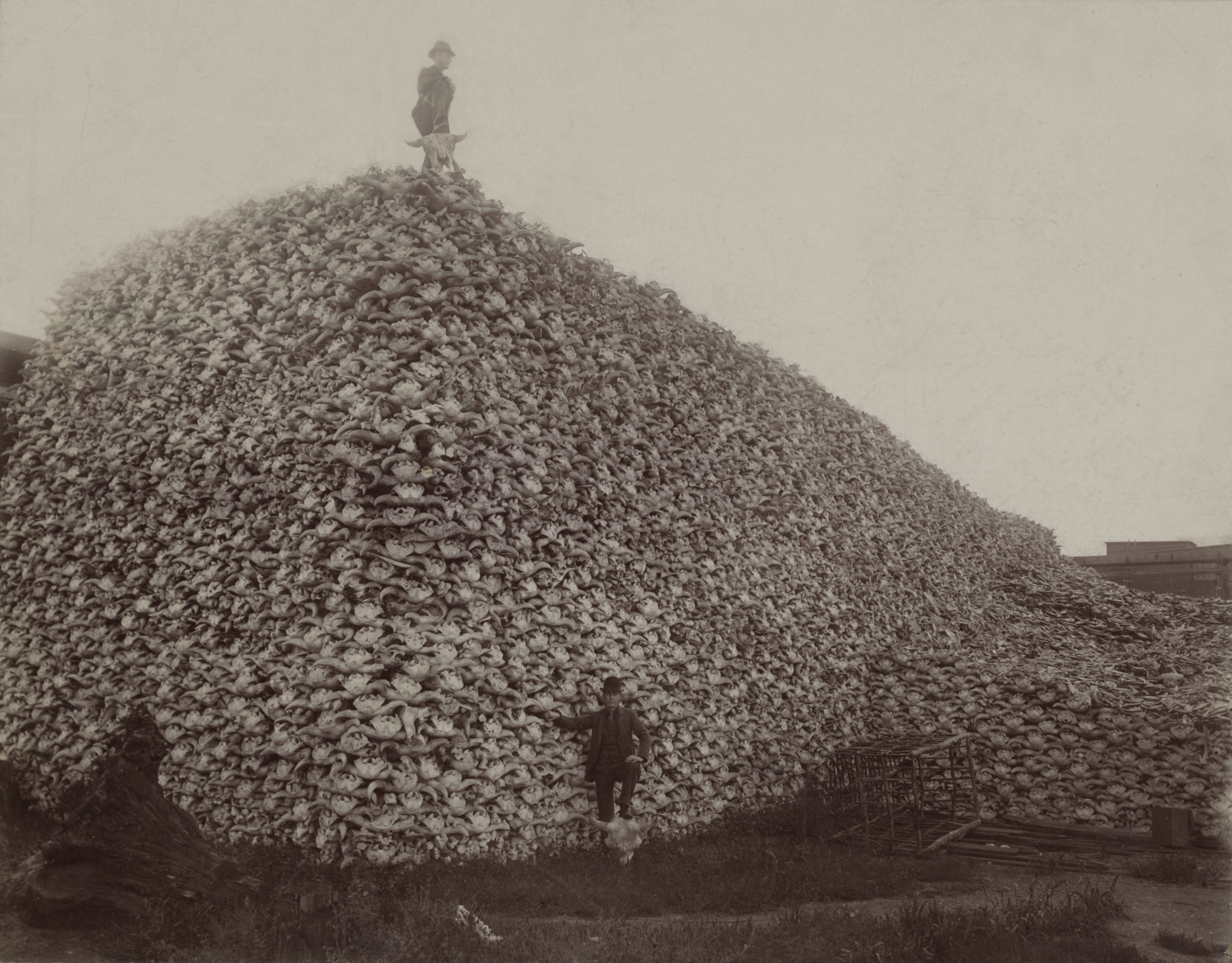
미국 들소는 마켓 헌터즈에 의해 사냥을 당해 19세기 말기에는 거의 멸종 직전이었고, 1880년 중반에는 수백마리로 줄어들었다.

이러한 처참한 인디언 전쟁과는 별도로 대평원의 인디언 인구 감소의 배경에는 버팔로의 멸종이 있었다. 평원 인디언들은 의식주의 기둥으로 4000만 마리를 넘는 버팔로에 의존하고 있었지만, 1870년대에서 1880년대에 걸쳐 생계를 유지하도록 열어둔 마켓 헌터즈라는 백인과 메티에 의한 남획으로 대평원에서 버팔로가 멸종 위기(750마리)까지 몰렸기 때문에 대평원에서 생활이 힘들어지자 이주할 수밖에 없게 된 것이다.

### 남서부
남서부의 광대한 지역에서의 분쟁은 1846년에서 1895년까지 거의 50년간 지속되었다. 이 지역의 모든 비 푸에블로 인디언 여러 부족을 참여시켜, 스페인계 멕시코인과 분쟁이 계속되었다. 나바호족과 아파치족과의 분쟁이 잘 알려져 있지만, 그것만 있었던 것은 아니었다. 남서부에서 최후이 대규모 작전 계획은 5,000명의 병사를 투입했다. 이 작전에서 아파치족의 제로니모와 24명의 전사, 여자 아이가 1886년에 항복했다. 제로니모는 추장이 아니었다.
남서부의 부족(푸에블로족을 포함)은 미국이 멕시코에서 이 지역을 획득하기 전에 수세기동안, 서로 또는 외부에서 들어온 이주민과의 교역과 전투를 반복했다.

### 서부 인디언의 전쟁 연보
- 코만치 전쟁(Comanche Wars, 1836~1875) 남부 평원 주로 텍사스 공화국과 텍사스
- 카이유스 전쟁(Cayuse War, 1848~1855) 오리건 준주 - 워싱턴 준주
- 로그강 전쟁(Rogue River Wars, 1855~1856) 오리건 준주
- 야키마 전쟁(Yakima War, 1855~1858) 워싱턴 준주
  - 퓨젓 사운드 전쟁(Puget Sound War)
  - 쿠다렌 전쟁(Coeur d'Alene War)
  - 파인 크릭 전쟁(Battle of Pine Creek)
- 프레이저캐년 전쟁(Fraser Canyon War) - 브리티시 컬럼비아
- 캘리포니아 인디언 전쟁(1860~65)
- 라마루챠 전쟁(1863) 브리티시 컬럼비아
- 칠코틴 전쟁(Chilcotin War, 1864) 브리티시 컬럼비아
- 나바호 전쟁(Navajo Wars, 1861~1864) 애리조나 준주, 뉴멕시코 준주
  - 롱워크 오브 나바호
  - 블랙호크 전쟁(Black Hawk War)

## 같이 보기
- 영국과 프랑스의 북아메리카 식민지 전쟁
- 명백한 운명
- 인디언 척후병
- 프런티어
- 유럽의 아메리카 식민지화
- 둥간 혁명
- 마오리 전쟁
- 러시아의 시베리아 정복
- 줄루 전쟁